# Romana Tedjakusuma
Romana Tedjakusuma (Surabaya, 24 luglio 1976) è un'ex tennista indonesiana.

## Biografia
A livello giovanile ha raggiunto la semifinale del doppio ragazze a Wimbledon 1993 in coppia con la sudcoreana Park Sung-hee. Tra le adulte ha disputato i quarti di finale a Kuala Lumpur nel 1993 mentre nel doppio ha raggiunto la finale del Commonwealth Bank Tennis Classic 1994 in coppia con la connazionale Yayuk Basuki, sfruttando il ritiro delle avversarie.
Ha fatto parte della squadra indonesiana di Fed Cup dal 1992 al 2006 ottenendo sedici vittorie e diciannove sconfitte. Ha rappresentato la propria nazione anche alle Olimpiadi di Atlanta 1996 sempre in coppia con Yayuk Basuki: le due sono uscite al secondo turno.

## Statistiche

### Doppio

#### Vittorie (1)
| Numero | Data             | Torneo                                     | Superficie | Compagna     | Avversarie in finale        | Punteggio |
| 1.     | 13 novembre 1994 | Commonwealth Bank Tennis Classic, Surabaya | Cemento    | Yayuk Basuki | Kyōko Nagatsuka Ai Sugiyama | w/o       |